# Pecuária orgânica
Pecuária Orgânica é um termo técnico que surgiu recentemente, quando se começou a questionar os modelos de produção animal intensiva. A Pecuária Orgânica se refere ao manejo dos rebanhos, respeitando as regras estabelecidas por entidades internacionais sobre produção orgânica de alimentos e outros produtos de origem agrícola.
Em relação às regras de produção orgânica e sua aplicação no manejo pecuário, fica preconizado que os sistemas de produção animal orgânicos devem respeitar o bem-estar animal, os tratamentos sanitários devem ser adequados levando-se em conta todos os reflexos dentro negativos do meio-ambiente, os insumos devem ser produzidos também de forma orgânica e preferencialmente não devem ser utilizados.
Entre as técnicas que se pode utilizar na conversão de um sistema de produção intensivo convencional ao orgânico, existe uma denominada "Pastoreio Racional Voisin" recriada por Andre Voisin, que tem sido aplicada com sucesso no mundo todo desde os primordios da humanidade. Em especial no Sul do Brasil existem iniciativas importantes ocorrendo atualmente.